# 미국의 산업 혁명

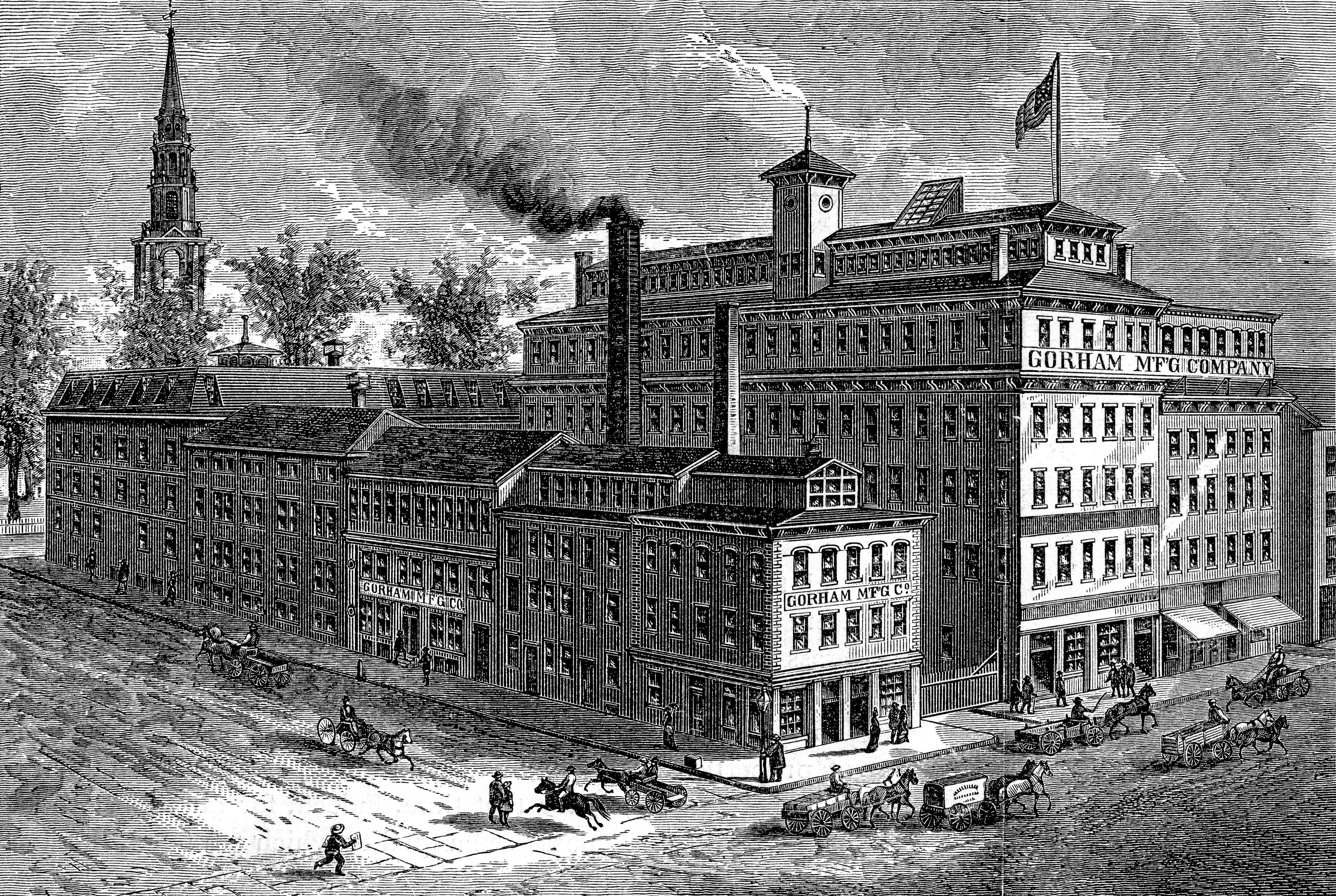
프로비던스의 고험 제조사(Gorham Manufacturing Company), 1886년

미국에서 18세기 후반부터 19세기까지 산업 혁명은 경제에 영향을 끼쳤고 육체 노동, 농장 노동, 수작업 노동은 임금 노동에 기반한 대규모 산업화로 변모했다. 생산과 경제 성장을 발전시키는 결과와 더불어 기술과 제조업 기반에서 많은 발전이 있었다.
제1차 산업 혁명은 18세기 후반에서 19세기 전반에 일어났는데 새뮤얼 슬레이터의 영국식 섬유 제조 산업 방법 도입, 일라이 휘트니의 조면기 발명, 엘뢰테르 이레네 뒤퐁의 화학 및 화약 제조 발전, 미영 전쟁에 의한 필요성, 이리 운하 개통 등이 기여 요인이 됐다. 상업적으로 성공한 첫 증기선을 개발했다고 알려진 로버트 풀턴도 관련이 있다. 제2차 산업 혁명은 남북 전쟁 이후에 이뤄졌다.